# 유연년 (회창호후)
유연년(劉延年, ? ~ ?)는 전한 중기의 제후로, 치천의왕의 손자이다.

## 생애
아버지 유고수의 뒤를 이어 회창후(懷昌侯)에 봉해졌다.
사후 시호를 호(胡)라 하였고, 작위는 아들 유승시가 이었다. 유연년의 몰년은 기록이 없는데, 사마천이 《사기》를 집필할 당시에는 생존해 있었다.

## 출전
- 사마천, 《사기》 권21 건원이래왕자후자연표
- 반고, 《한서》 권15상 왕자후표 上